# Mord von Potempa
Der Mord von Potempa war ein zeitgenössisch vielbeachteter Mordfall, der in der Nacht vom 9. zum 10. August 1932 in dem oberschlesischen Dorf Potempa stattfand. Die Tat bestand aus einem mit großer Brutalität durchgeführten und tödlich endenden Überfall einer Gruppe von fünf Männern, die teilweise aus Angehörigen der Sturmabteilung (SA) und teilweise aus Angehörigen des Oberschlesischen Selbstschutzes bestand, auf einen Kommunisten in dessen Wohnhaus.
Die Tat fand inmitten bürgerkriegsähnlicher Auseinandersetzungen vor und nach der Reichstagswahl im Juli 1932 statt und war eine von hunderten politisch motivierten Gewalttaten dieser Zeit. Der Potempaer Mord war jedoch der erste Mord, der nach dem am 9. August 1932 erfolgten Erlass einer Notverordnung durch die Regierung Papen erfolgte, die für politisch motivierte tödliche Angriffe zwingend die Todesstrafe vorsah. Infolgedessen erregten die Tat und der nachfolgende Prozess gegen die Täter großes öffentliches Aufsehen. Bereits zeitgenössisch, aber auch in der später veröffentlichten Literatur, wurde die Tat weithin als ein Symbol nationalsozialistischer Gewaltbereitschaft gewertet.
Nachdem die Täter am 22. August 1932 durch das Sondergericht Beuthen zum Tode verurteilt worden waren, solidarisierten die NSDAP und ihr Vorsitzender Adolf Hitler sich öffentlich mit ihnen, was der Partei und Hitler scharfe Kritik von breiten Teilen der Bevölkerung und der Medien, auch von solchen, die ihnen bis dahin aufgeschlossen gegenübergestanden hatten, einbrachte und dazu beitrug, dass die NSDAP bei der folgenden Reichstagswahl vom November 1932 Stimmeneinbußen von etwa vier Prozent erlitt.

## Zeitgeschichtlicher Zusammenhang
Nachdem das Präsidialkabinett Brüning I im März 1931 die SA erstmals nach dem Verbot nach dem Kapp-Putsch wieder zugelassen hatte, wurde die SA nach einer Welle von Morden und Gewalttaten im April 1932 vom Kabinett Brüning II erneut verboten. Doch sein Nachfolger, das Kabinett Papen, hob das Verbot im Juni 1932 wieder auf.
Im Kreis Gleiwitz wurden nach der Reichstagswahl im Juli 1932, angeblich um sich durch eine stärkere Konzentrierung der eigenen Kräfte besser gegen kommunistische Anschläge, falls es zu solchen kommen sollte, erwehren zu können, die SA-Stürme 25 (Rotkittnitz) und 26 (Broslawitz) in einem gemeinsamen Quartier gesammelt. Man wählte hierzu das Heim des Sturms 26 in der Wirtschaft Matuschik in Broslawitz aus. Aufgrund einer Vereinbarung des oberschlesischen SA-Kommandeurs Hans Ramshorn mit der Führung des Oberschlesischen Selbstschutzes, einer stark rechtsgerichteten Organisation in der Region, wurden in diesem SA-Heim außerdem einige Angehörige der lokalen Gliederung des Selbstschutzes untergebracht. Daniel Siemens hat die „enge Zusammenarbeit“ zwischen der SA und dem Selbstschutz als einen „entscheidenden Faktor“ der nachfolgenden Ereignisse gewertet.
Die Reichsregierung, die zu dieser Zeit von Franz von Papen geführt wurde, reagierte auf den seit Anfang August 1932 ausufernden Terror im Land, und zumal in Ostpreußen, mit dem Erlass einer Notverordnung am 9. August (Verordnung des Reichspräsidenten gegen politischen Terror), die unverzüglich in Kraft trat und fortan massive Strafverschärfungen für politisch motivierte Taten festlegte; insbesondere würden politisch motivierte Totschlaghandlungen fortan mit der Todesstrafe sanktioniert. Eine die Notverordnung begleitende Durchführungsverordnung der Regierung setzte sogenannte „Sondergerichte“ ein, die fortan für die Aburteilung der unter die Notverordnung fallenden Straftaten zuständig sein sollten. Dabei wurde festgelegt, dass die Sondergerichte die von ihnen zu bearbeitenden Fälle im Schnellverfahren abwickeln sollten, und dass gegen ihre Urteile keine Berufung oder Revision (wohl aber eine Wiederaufnahme des Verfahrens bei nachträglichem Auftauchen neuer Beweismittel) möglich war.

## Die Vorgänge vom 9. und 10. August 1932
Am Abend des 9. August 1932 schickte der Führer des Sturms 26, Kurt Nowack, als Hausherr des SA-Heims in Broslawitz, einem kleinen Ort im Kreis Gleiwitz in Oberschlesien, eine Gruppe aus neun bewaffneten SA-Männern bzw. Selbstschutzmännern mit einem in das SA-Heim bestellten Mietwagen los, um ein Unternehmen gegen politische Gegner in der Region durchzuführen. Die Männer wurden zunächst nach Tworog geschickt, wo sie in der Gaststätte des Wirtes Georg Hoppe einkehrten, der zugleich Führer des SA-Sturms 27 (Tworog) war und den Männern einige zusätzliche Waffen aushändigte. Anschließend schickte er sie weiter in das benachbarte Dorf Potempa, mit der Weisung sich bei dem dortigen Gastwirt Paul Lachmann zu melden. Für drei der Männer aus Broslawitz standen keine Waffen bereit. Sie wurden bei Hoppe zurückgelassen, so dass nur sechs Männer nach Potempa weiterfuhren. Als sie dort in Lachmanns Gastwirtschaft ankamen, bewirtete dieser sie ausgiebig mit Zigaretten, Bier und Schnaps. Daraufhin nannte er ihnen vier örtliche Kommunisten, denen eine gehörige Abreibung zukomme. Er ließ dabei durchblicken, dass es nicht schlimm wäre, wenn die Opfer die Überfälle nicht überleben würden, und fügte beim Abschied hinzu: „Halbe Arbeit ist keine ganze Arbeit!“. Schwer alkoholisiert und bewaffnet mit Pistolen, Gummiknüppeln und Billardstöcken zogen die sechs Männer (Dutzki, Gräupner, Kottisch, Müller, Prescher und Wolnitza) gegen 1.00 Uhr nachts in den Morgenstunden des 10. August 1932 los, nachdem ihnen Lachmann einen Freund, den Fleischer Paul Golombek, als ortskundigen Führer zur Seite gestellt hatte.
Als erstes suchten die Männer das Gehöft eines gewissen Florian Schwinge (1904–1978) auf. Hier war jedoch die Haustür verschlossen, und Schwinges Ehefrau weigerte sich auf Zuruf der Männer, die Tür zu öffnen, da sie die Stimme des Golombek, den sie als einen Feind ihres Mannes kannte, erkannt hatte. Als Golombek einen der Männer aufforderte, auf Schwinges Frau, die die Männer aus einem erhöhten Fenster abwies, mit der Pistole zu schießen, fiel allerdings kein Schuss.
Danach führte Golombek die sechs Männer zum benachbarten Gehöft der Witwe Pietzuch (oder Pietrzuch), wo das zweite vorgesehene Opfer, der Gelegenheitsarbeiter Konrad Pietzuch, zusammen mit seiner Mutter Marie Pietzuch (1863–1940) und seinem jüngeren Bruder Alfons Pietzuch (1910–?) lebte. Unterwegs instruierte Golombek die Männer, dass „es“ diesmal aber „klappen“ müsste. Da die Hütte der Familie unverschlossen war, drang Golombek mit vier der Männer (Kottisch, Gräupner, Müller und Prescher) in diese ein, während ein fünfter (Wolnitza) als Wache auf dem Hof und der letzte (Dutzki) als Wache auf der nahen Straße zurückblieben. Die Männer begaben sich dann in die Schlafstube der Hütte, in der die Witwe in einem Bett und ihre Söhne, der als Ziel ins Auge gefasste Konrad Pietzuch und sein Bruder Alfons, in einem zweiten Bett schliefen.
Die Angreifer überraschten ihre Opfer im Schlaf. Alfons Pietzuch wurde gezwungen, sich mit dem Gesicht zur Wand zu stellen, während Konrad Pietzuch aus dem Bett gezerrt und – so die Formulierung des späteren Gerichtsurteils – „in unmenschlicher Weise“ misshandelt wurde, wobei er durch Schläge und Tritte schwerste Verletzungen erlitt. Als Pietzuch, bereits tödlich verletzt, in eine Kleiderkammer kroch, wurde noch ein Schuss auf ihn abgefeuert, der aber nur seinen rechten Oberarm durchschlug und den Oberarmknochen zertrümmerte. Der Tod wurde laut dem Befund des Gerichtsmediziners durch Stiefeltritte auf den Hals des Opfers verursacht, die Pietzuchs Halsschlagader zerrissen und ein Loch in seinen Kehlkopf rissen, durch das Blut aus der zerrissenen Halsschlagader in die Lunge rann und Tod durch Erstickung („Blutatmung“) bewirkte.
Die Angreifer verließen die Hütte nach dem Abfeuern des Schusses auf Pietzuch. Als dessen Mutter und Bruder die Kammer, in die er geflüchtet war, öffneten, fanden sie ihn tot in einer Blutlache liegend auf.
Danach führte Golombek die sechs Männer aus Broslawitz noch zu einem weiteren Gehöft. Da nun ein Hund anschlug, brachen die Täter den vorhergesehenen Angriff auf den dort wohnenden Mann als nächstes Opfer ab und kehrten zu ihrem Auto zurück.
Auf dem Dorfplatz von Potempa fiel die Personengruppe zwei Landjägern auf, die einen Gummiknüppel in der Hand eines der Männer bemerkten und den Mittäter Wolnitza ergreifen konnten. Die anderen erreichten das Automobil, fuhren davon und holten bei einem Zwischenstopp in Tworog die drei früher am Abend dort zurückgelassenen Männer ab, um anschließend gegen 4.00 Uhr wieder in dem SA-Heim in Broslawitz einzutreffen.
Nachdem die gewaltsame Tötung des Konrad Pietzuch in den frühen Morgenstunden entdeckt wurde, wurde die Landeskriminalpolizei in Gleiwitz alarmiert, die unverzüglich die Ermittlung aufnahm.
Mit Hilfe von Angaben von Wolnitza und des Ehepaars Schwinge konnte die Polizei im Laufe des Tages acht weitere Tatbeteiligte bzw. Unterstützer der Tat identifizieren und verhaften. Vier Beteiligte (Golombek, Prescher, Dutzki und Ochod) konnten indessen entfliehen und blieben unbehelligt.

### Das Opfer
Über das Mordopfer, Konrad Pietzuch (* 27. November 1897 in Potempa; 10. August 1932 ebd.), wurden im Zuge eines Deutungskampfes der sich bekriegenden politischen Lager zahlreiche Falschbehauptungen verbreitet.
Gesichert ist, dass Pietzuch ein Sohn aus der zweiten Ehe des Pulverarbeiters Anton Pietzuch (1857–1915), mit der Maria Pietzuch (1863–1940) war. In erster Ehe war Anton Pietzuch mit der 1892 verstorbenen älteren Schwester der Maria Pietzuch, Franziska Pietzuch (1853–1892), verheiratet gewesen, mit der er mehrere Kinder gehabt hatte. Die Eheschließung mit der zweiten Ehefrau war 1894 erfolgt. Aus dieser Ehe entstammten außer Konrad Pietzuch noch die Söhne Josef (1896–1897), Emanuel (1899–1901) und Alfons sowie die Töchter Anna (* 1901) und Helene (* 1904). Anton Pietzuch war im Februar 1915 bei einer Explosion in der Kruppamühle in Groß-Strehlitz ums Leben gekommen.
Konrad Pietzuch hatte nach der Teilnahme am Ersten Weltkrieg als Arbeiter seinen Lebensunterhalt verdient. Paul Kluke gibt in seiner Dokumentation von 1957 an, dass Pietzuch „Bergarbeiter“ gewesen sei. Diese Angabe ist anschließend in der Fachliteratur vielfach aufgegriffen. Richard Bessel hat in seiner Studie über den Mord von 1978 jedoch herausgearbeitet, dass es aufgrund der Entfernung Potempas von dem nächsten Bergwerk sehr unwahrscheinlich ist, dass Pietzuch sich als Bergarbeiter betätigte. Bessel ging stattdessen, in Anlehnung an Angaben einer zeitgenössischen Broschüre, davon aus, dass Pietzuch als Arbeiter im landwirtschaftlichen Bereich tätig war.
Präzisere Angaben liefert eine zeitgenössische Broschüre, in der es unter Berufung auf Mitteilungen von Dorfbewohnern heißt, Pietzuch habe von 1922 bis 1924 auf der Königshütte gearbeitet, um dann von 1925 bis November 1931 während jeder Bausaison von der Reichsbahndienststelle Tworog als Streckenarbeiter und Bahnbauarbeiter beschäftigt zu werden. Dieser Quelle zufolge war er seit November 1931 arbeitslos. Das Detail, dass Pietzuch zum Zeitpunkt seiner Ermordung erwerbslos war, wird auch in der späteren Literatur durchweg angegeben.
Die Nationalsozialisten behaupteten 1932, dass Pietzuch bei den oberschlesischen Grenzkämpfen von 1932 auf Seiten der polnischen Kämpfer stand, die einen Anschluss der Provinz an Polen durchsetzen wollten. Die damaligen kommunistischen Publikationen bestritten dies vehement.

## Der Prozess gegen die Tatbeteiligten
Die Polizei verhaftete neun Verdächtige, vier weitere konnten entkommen. Die neun Verhafteten wurden auf Basis der Notverordnung vom 9. August 1932 in einem Schnellverfahren vor einem Sondergericht beim Landgericht Beuthen wegen politischen Mordes bzw. Anstiftung bzw. Beihilfe hierzu angeklagt. Der Prozess fand dann vom 20. bis 22. August 1932 statt, unter dem Vorsitz von Landgerichtsrat Himml. Die Anklage wurde vom Staatsanwaltschaftsrat Lachmann vertreten, während als Verteidiger der Angeklagten der prominente Anwalt Walter Luetgebrune und der Gerichtsassessor Gerhard Lowack an dem Verfahren mitwirkten.
Schließlich wurden fünf der neun Angeklagten vom Gericht zum Tode verurteilt, vier wegen politischen Totschlags und der fünfte wegen Anstiftung zum Mord. Es handelte sich um:
- Paul Lachmann (* 20. Dezember 1893 in Erdmannsheim, Kreis Lublinitz, Polnisch Oberschlesien), Gastwirt aus Potempa, als Anstifter
- Reinhold Kottisch (* 19. November 1906 in Eichenau, Polnisch Oberschlesien; † 1. Juli 1943 in Olschany bei Charkow, Ukraine, vermisst), Elektriker
- Rufin Wolnitza (* 10. Mai 1907 in Mikulschütz; † 13. Dezember 1941 in Tschudowo), Grubenarbeiter
- August Gräupner (* 16. August 1899 in Schwarzwald-Kolonie, Polnisch Oberschlesien), Häuer
- Helmut Josef Müller (* 12. Mai 1898 in Sterkrade), Markenkontrolleur.

Die weiteren vier Angeklagten waren der Häuer Hypolit Hadamik (* 16. Juli 1903 in Langendorf, Kreis Gleiwitz), der Häuer Karl Czaja (* 18. Oktober 1894 in Ruda), der ehemalige Polizeioberwachtmeister Ludwig Nowak (* 20. August 1891 in Stollarzowitz) und der Gastwirt Georg Hoppe (* 17. September 1891 in Erdmannsheim, Kreis Lublinitz). Hoppe wurde wegen Beihilfe zur gefährlichen Körperverletzung aus politischen Beweggründen zu 2 Jahren Zuchthaus verurteilt, während Hadamik, Czaja und Nowak freigesprochen wurden.
Der als ein weiterer Haupttäter geltende Fleischer Paul Golombek (* 1882) und ein weiterer Beteiligter, Albert Dutzki (* 1904), wurden erst im November 1932 ergriffen. Das Verfahren gegen beide wurde wiederholt verschoben, so dass es in die Zeit nach der nationalsozialistischen Machtergreifung rückte. Die letzten beiden Verdächtigten, der Kaufmann Alois Prescher (* 9. Mai 1901 in Miechowitz) und ein gewisser Ochod, hatten sich der Verhaftung ebenfalls durch Flucht entzogen und mussten scheinbar nie vor Gericht erscheinen.
Der NSDAP gehörten zum Tatzeitpunkt mindestens sechs Beteiligte – Lachmann, Dutzki, Golombek, Nowack, Müller und Prescher – an. Kottisch und Wolnitza waren Angehörige des Oberschlesischen Selbstschutzes, nicht aber der SA. Kottisch war zur Tatzeit kein Mitglied der NSDAP, doch bei Wolnitza gehen die Angaben hierzu auseinander. Paul Kluke gibt an, dass dieser zum Tatzeitpunkt der NSDAP angehörte, während er anderen Quellen zufolge zu dieser Zeit kein Parteimitglied war. Der Sturmabteilung gehörten zum Zeitpunkt des Überfalls Czaja, Gräupner, Hadamik, Hoppe, Müller, Nowack und Prescher an.

## Reaktionen auf das Urteil
Die Nationalsozialisten nahmen die Todesurteile, die das Beuthener Gericht am 22. August 1932 gegen die ergriffenen Potempa-Täter verhängte, zum Anlass für eine ausgedehnte Propagandakampagne: Während sie gegen die fünf Todesurteile aggressiv agitierten und die verurteilten Mörder als nationale Widerstandskämpfer und Opfer eines verfehlten Justizsystems hinstellten, diffamierten sie das Opfer, den ermordeten Konrad Pietzuch systematisch aufgrund seiner polnischen Abstammung und seiner kommunistischen Gesinnung. Mithin ging dies so weit, dass seine Tötung von nationalsozialistischen Propagandisten als eine nicht verwerfliche Handlung und sogar als eine positive Leistung hingestellt wurde.
Hitler selbst schickte den fünf verurteilten Männern am 22. August ein Telegramm ins Gefängnis, das von der Presse nachgedruckt wurde, in dem er sich mit ihnen solidarisch erklärte. In diesem erklärte der Parteichef der NSDAP:

„Meine Kameraden! Angesichts dieses ungeheuerlichen Bluturteils fühle ich mich Euch in unbegrenzter Treue verbunden. Eure Freiheit ist von diesem Augenblick an eine Frage unserer Ehre. Der Kampf gegen eine Regierung, unter der dies möglich war, unsere Pflicht!“

Der Historiker Paul Kluke wertete das Eintreten Hitlers für die brutalen Mörder und die Kampagne der NS-Presse zur Unterstützung derselben als einen Beweis, dass „der ganze Legalismus Hitlers“ nur eine „dünne Attrappe war“, d. h. dass Hitlers ständige Versicherung während der Jahre vor 1933, dass er nur mit legalen Mitteln um die politische Macht kämpfe, nur ein taktischer Berechnung vorgeschobenes Lippenbekenntnis war, das dieser jedoch nicht ernst meinte.
Hermann Göring, damals Präsident des Reichstages, tat es Hitler gleich, indem er den Verurteilten am 24. August 1932 ebenfalls ein Telegramm schickte, in dem er sich mit ihnen solidarisierte. In diesem brachte er zum Ausdruck, dass er wegen des „Schreckensurteil[s]“ von „maßloser Erbitterung und Empörung“ erfüllt sei, und versicherte, unter Missachtung der durch den Prozess zu Tage geförderten Erkenntnisse: „Ihr seid keine Mörder, Ihr habt das Leben und die Ehre unserer Kameraden verteidigt.“ Auch versprach Göring den Verurteilten, dass für ihre Familien gesorgt werden würde. Er selbst habe diesen bereits 1.000 RM zur Verfügung gestellt.
Der Stabschef der SA, Ernst Röhm, reiste sogar nach Beuthen und besuchte die fünf verurteilten Männer im Gerichtsgefängnis, um ihnen persönlich zu versichern, dass die „Bewegung“ unbedingt für sie eintreten würde.
Die NS-Presse verherrlichte die Tat und die Täter mitunter geradezu und verklärte die Männer zu nationalen Widerstandskämpfern, die sich in legitimer Selbstverteidigung im angeblichen Dauerkampf der deutschen Bevölkerung gegen Kommunisten und Polen in Oberschlesien gewehrt hätten.
In besonders roher Weise formulierte eine Hamburger NS-Zeitung, dass der Getötete als Pole und Kommunist „ein zwiefacher Minusmensch“ gewesen sei, der „das Recht, auf deutschem Boden zu leben, längst verwirkt“ habe.
Der Chefredakteur des Völkischen Beobachters, Alfred Rosenberg, nahm das Potempa-Urteil zum Anlass um in einem Leitartikel, der am 26. August 1932 erschien, grundsätzliche Betrachtungen über das nationalsozialistische Rechtsverständnis anzustellen. In seine Artikel schrieb er unter anderem:

„Deshalb setzt der Nationalsozialismus auch weltanschaulich ein. Für ihn ist nicht Seele gleich Seele, nicht Mensch gleich Mensch; für ihn gibt es kein ‚Recht an sich‘, sondern sein Ziel ist der starke deutsche Mensch, sein Bekenntnis ist der Schutz dieses Deutschen, und  alles Recht und Gesellschaftsleben, Politik und Wirtschaft, hat sich nach dieser Zwecksetzung einzustellen […] die Aufhebung des Bluturteils die unumgängliche Voraussetzung zur Wiederherstellung einer volksschützenden Neuordnung der sozialen Werte.“

Joseph Goebbels machte in einem Artikel im Angriff „die Juden“ für das Beuthener Urteil verantwortlich. Er forderte seine Leser auf: „Vergesst es nie, Kameraden! Sagt es euch hundertmal am Tage vor, so dass es Euch bis in Eure tiefsten Träume verfolgt: Die Juden sind schuld! Und sie werden dem Strafgericht, das sie verdienen, nicht entgehen.“
Daniel Siemens hat festgestellt, dass Goebbels sich dieser Formulierung, nachdem er sie in dem Artikel vom 24. August erstmals verwendete, „in den Folgejahren immer wieder [...] mit bemerkenswerter Beständigkeit“ bediente.
Hitler meldete sich in einer Rede, die er am 8. September 1932 in München hielt, erneut zum Thema Potempa zu Wort. In dieser Rede machte er zunächst einen behutsamen Schritt zurück gegenüber seinen früheren Bekundungen, indem er erklärte, sich nicht mit Tat und Tätern, sondern nur mit seinen „Kameraden“ zu identifizieren. Gleich darauf schob er dann aber erneut ein brutales Bekenntnis nach: „Im nationalsozialistischen Reich“ der Zukunft, so ließ er verlauten, würden „niemals fünf deutsche Männer wegen eines Polen verurteilt werden.“
Paul Kluke gelangte aufgrund der Versuche der NS-Propaganda, die Mörder zu exkulpieren und zu verherrlichen, zu dem Urteil, dass das Wort „Potempa“ infolge dieses Treibens zu einem „Symbol“ geworden sei. Und zwar „nicht nur für die Fanatisierung einer kämpfenden Partei“, sondern „überhaupt für die Untergrabung von Recht und Sittlichkeit“, die bereits im Jahr 1932 im Deutschen Reich weithin eingekehrt seien.
Auch Daniel Siemens hat die symbolische Bedeutung der Tat als einer emblematischen Voranzeige der umfassenden Gewalt und Repression, die die Nationalsozialisten nach ihrer Machterlangung praktizieren sollten, betont: "[Schon vor 1933 gaben Taten wie der Mord von Potempa] einen Vorgeschmack auf die systematische Verfolgung politischer Gegner und anderer vermeintlicher Feinde, die mit der Errichtung des dritten Reiches 1933/34 einsetzte."
Umgekehrt gab es auch nicht wenige Personen, die die durch das Potempa-Urteil an die Öffentlichkeit gedrungenen Tatsachen über den grausamen Mord, den die NS-Anhänger in Schlesien verübt hatten, sowie die abstoßende Unterstützung der überführten Mörder durch die wichtigsten Führer der NSDAP und ihre Presse dazu veranlassten, sich scharf gegen die NS-Bewegung zu positionieren. Mitunter veranlasste das Geschehen sogar bisherige NS-Anhänger dazu, sich von der Partei zu distanzieren:
Der Privatgelehrte Carl von Jordans, ein einflussreiches Mitglied des Deutschen Herrenklubs und ein scharfer Gegner des Nationalsozialismus, erblickte in dem Mord von Potempa und dem Entsetzen der Öffentlichkeit über die Tat einen günstigen Anlass für ein scharfes Vorgehen des Staates gegen die Nationalsozialistische Partei, weshalb er den Reichskanzler Franz von Papen privat im Spätsommer/Frühherbst 1932 dazu drängte, den Vorgang entsprechend zu nutzen.
Der lutherische Pastor Karl Steinbauer und Paul Rohrbach, die bis dahin die nationalsozialistische Ideologie unterstützt hatten, distanzierten sich nach dem Mord von Potempa und Hitlers Solidaritätserklärung an die Mörder. Steinbauer trat 1932 aus der NSDAP aus und wurde Mitglied der Bekennenden Kirche.
Der Politologe Otto Heinrich von der Gablentz schrieb im Jahr 1953 in einem offenen Brief an den Reichskanzler des Jahres 1932, Franz von Papen, dass der NSDAP-Chef durch sein Eintreten für die Mörder von Potempa für jedermann sichtbar bewiesen habe, dass in ihm „das Böse konzentriert“ war. Papen habe damals für kurze Zeit gezeigt, dass auch er dies erkannt habe, indem er sich nach Hitlers Fürsprache für die Mörder über dessen Verhalten für kurze Zeit entrüstet und ihm den Kampf angesagt habe. Daher sei es um so verwerflicher, dass Papen dann hinter diese Erkenntnis zurückgefallen oder sie ignoriert habe, indem er erst Hitlers Forderung die Mörder zu begnadigen, angenommen habe und dann sogar eine gemeinsame Regierung mit ihm gebildet habe.

## Begnadigung der Täter (September 1932)
Angesichts des zunehmenden Drucks der Nationalsozialisten auf die schwache Reichsregierung unter Papen wandelte Reichspräsident Paul von Hindenburg auf Empfehlung von Justizminister Franz Gürtner die Todesstrafe am 2. September 1932 in lebenslanges Zuchthaus um. Als Begründung wurde angegeben, dass die am Vortag der Mordnacht erlassene Notverordnung noch nicht öffentlich verkündet worden sei und den Tätern daher nicht bekannt gewesen sein könne.
Die Entscheidung der Reichsregierung zur Begnadigung der Potempa-Täter ist – losgelöst vom grundsätzlichen Diskurs um die Todesstrafe – später vielfach als ein schwerer taktischer Fehler der Inhaber der Staatsgewalt in ihrer Auseinandersetzung mit den Nationalsozialisten in der Spätphase der Weimarer Republik bewertet worden. Somit wurde die Stärke der NS-Bewegung und die Schwäche bzw. der mangelnde Wille der Regierenden, den Nationalsozialisten in ihrem aggressiven Machtstreben entschlossen und durchsetzungsfähig entgegenzutreten, für jedermann sichtbar. Laut dem Politologen Gotthard Jasper wich Papen Hitlers Forderung, die Todesurteile nicht vollstrecken zu lassen, „obwohl ihm klar war, dass eine politische Entscheidung von ihm gefordert war, als es darum ging, ein Gnadengesuch zu berücksichtigen oder das Todesurteil vollstrecken zu lassen“. Hier habe die Regierung in heute unbegreiflicher Weise die Chance verpasst, durch Vollstreckung der Hinrichtungen Autorität zu zeigen und „die NSDAP in die Schranken zu weisen“.

### Freilassung der Täter (März 1933)
Der wegen einer geringeren Tat zu zwei Jahren Zuchthaus verurteilte Georg Hoppe wurde aufgrund der im Dezember 1932 vom Reichstag beschlossenen Amnestie, die für politische Delikte mit Ausnahme von Tötungshandlungen Straferlass gewährte, bereits am 23. Dezember 1932 aus der Strafhaft entlassen.
Nach der Machtergreifung der Nationalsozialisten erließ der Reichspräsident auf Veranlassung der Regierung Hitler am 21. März 1933, dem „Tag von Potsdam“, eine Amnestie für Täter, die aus angeblich edlen „nationalen“ Motiven gehandelt hatten („Verordnung des Reichspräsidenten über die Gewährung von Straffreiheit vom 21. März 1933“, Reichsgesetzblatt I, S. 134). Neben anderen nationalsozialistischen Gewalttätern wurden infolgedessen auch die fünf im September 1932 zu lebenslänglichen Zuchthausstrafen begnadigten, im Beuthener Prozess im August 1932 als Haupttäter zum Tode verurteilten, Männer (Lachmann, Müller, Gräupner, Kottisch und Wolnitza) Ende März 1933 amnestiert. Ebenfalls amnestiert und freigelassen wurden die zwei im November 1932 ergriffenen, als weitere Haupttäter bei der Tat von Potempa verdächtigen, Männer (Golombek und Dutzki), die zu dieser Zeit noch auf ihren Prozess wegen der Tat warteten.
Die Freilassung der Potempa-Männer aus dem Zuchthaus erfolgte de facto, unter Vorgriff auf die Amnestie vom 21. März, bereits am 15. März 1933. An diesem Tag wurde von Hitler selbst die sofortige Freilassung der Männer verfügt. Die Männer wurden daher im Laufe des Tages aus den Zuchthäusern Brandenburg (Gräupner, Lachmann, Müller) bzw. Luckau (Kottisch, Wolnitza) freigelassen.

## Verbleib der Täter
Wie Richard Bessel in seinem Aufsatz über den Fall Potempa auf Basis der Parteigerichtsakten der NSDAP herausgearbeitet hat, geriet der als Rädelsführer des Mordes geltende Paul Lachmann Ende der 1930er Jahre in Schwierigkeiten: Er wurde, da er sich der Wilderei schuldig gemacht hatte (er hatte Hirsche außerhalb des von ihm gepachteten Jagdgebietes erlegt), 1939 zu einer Haftstrafe verurteilt. Das Gaugericht Schlesien der NSDAP erörterte 1939/1940 seinen Ausschluss aus der Partei, stellte die Frage jedoch bis zum Kriegsende zurück. Lachmann arbeitete Ende der 1930er Jahre und während des Krieges als Bahnhofswirt. Er starb bei einem Fliegerangriff Anfang 1945.
Zwei weitere der fünf verurteilten Täter – Kottisch und Wolnitza – starben als Kriegsteilnehmer in der Sowjetunion. Ein dritter, Helmuth Josef Müller, starb in den 1970er Jahren in Berlin.
Über das weitere Schicksal der Täter von Potempa liegen keine Informationen vor. Paul Kluke schrieb dazu, dass sie nach ihrer Freilassung 1933 „im Dunkel geschichtlicher Bedeutungslosigkeit“ verschwunden seien.

## Nachwirken
Nach dem Zweiten Weltkrieg wurden in der Republik Polen jeweils eine Straße in dem Dorf Potępa (wie Potempa umbenannt wurde) und in der Stadt Bytom (dem früheren Beuthen) nach Konrad Pietzuch ("Konrada Piecucha") benannt, der während der Jahrzehnte des Kalten Krieges in der polnischsprachigen Geschichtsschreibung als kommunistischer Kämpfer gegen den Faschismus porträtiert wurde.
Die "Konrada Piecucha"-Straße in Bytom wurde 2017 im Zuge einer von der damals in Polen regierenden rechtskonservativen PiSo-Regierung als Teil ihrer Dekommunisierungsgesetzgebung angestoßenen landesweiten Kampagne zur Ablegung von kommunistisch inspirierten Straßenbenennungen, die bezweckte, kommunistische Straßennamen landesweit zu entfernen und an ihre Stelle "unbelastete", d. h. nicht kommunistische, Namen zu setzen, umbenannt. Im Falle der Umbenennung der Straße in Bytom meldeten Historiker Kritik an, da die neuere Forschung die lange Zeit verbreitete Angabe, dass Pietzuch Mitglied der Kommunistischen Partei war, inzwischen anzweifelt.

## Künstlerische Annäherungen und Verarbeitungen
- August Scholtis verfasste kurz nach der Tat ein Gedicht mit dem Titel „Potempa...Ansprache an die Nationalen“, das erstmals 1932 veröffentlicht wurde. In diesem trägt er melancholische Reflexionen über die Tat und über das klägliche Leben der Proletarier im ländlichen Schlesien der Zeit vor.